# Grammy Awards 1987
I Grammy Awards 1987 sono stati la 29ª edizione dell'omonimo premio musicale.

## Vincitori e candidati

### Categorie principali

#### Registrazione dell'anno
- Higher Love - Steve Winwood; Russ Titelman e Steve Winwood (produttori)
- Sledgehammer - Peter Gabriel; Peter Gabriel e Daniel Lanois (produttori)
- Greatest Love of All - Whitney Houston; Michael Masser (produttore)
- Addicted to Love - Robert Palmer; Bernard Edwards (produttore)
- That's What Friends Are For - Dionne Warwick & Friends (Elton John, Gladys Knight e Stevie Wonder); Burt Bacharach e Carole Bayer Sager (produttori)

#### Album dell'anno
- Graceland - Paul Simon
- So - Peter Gabriel
- Control - Janet Jackson
- The Broadway Album - Barbra Streisand
- Back in the High Life - Steve Winwood

#### Canzone dell'anno
- That's What Friends Are For, scritta da Burt Bacharach e Carole Bayer Sager, cantata da Dionne Warwick & Friends (Elton John, Gladys Knight e Stevie Wonder)
- Sledgehammer, scritta e cantata da Peter Gabriel
- Addicted to Love, scritta e cantata da Robert Palmer
- Higher Love, scritta da Steve Winwood e Will Jennings, cantata da Steve Winwood
- Graceland, scritta e cantata da Paul Simon

#### Miglior artista esordiente
- Bruce Hornsby & the Range
- Simply Red
- Timbuk 3
- Nu Shooz
- Glass Tiger

### Pop

#### Miglior interpretazione vocale pop femminile
- Barbra Streisand - The Broadway Album
- Cyndi Lauper - True Colors
- Madonna - Papa Don't Preach
- Tina Turner - Typical Male
- Dionne Warwick - Friends

#### Miglior interpretazione vocale pop maschile
- Steve Winwood - Higher Love
- Kenny Loggins - Danger Zone
- Peter Cetera - Glory of Love
- Paul Simon - Graceland
- Michael McDonald - Sweet Freedom

### Reggae

#### Miglior registrazione reggae
- Babylon the Bandit - Steel Pulse
- Brutal - Black Uhuru
- Club Paradise - Jimmy Cliff
- Linton Kwesi Johnson in Concert with the Dub Band - Linton Kwesi Johnson e The Dub Band
- Rasta Philosophy - The Itals

### Rock

#### Miglior interpretazione vocale rock femminile
- Tina Turner - Back Where You Started
- Pat Benatar – Sex as a Weapon
- Cyndi Lauper – 911
- Stevie Nicks – Talk to Me
- Bonnie Raitt – No Way to Treat a Lady

#### Miglior interpretazione vocale rock maschile
- Robert Palmer - Addicted to Love
- John Fogerty – Eye of the Zombie
- Peter Gabriel – Sledgehammer
- Billy Idol – To Be a Lover
- Eddie Money – Take Me Home Tonight

#### Miglior interpretazione rock di un duo o un gruppo
- Eurythmics - Missionary Man
- Artists United Against Apartheid – Sun City
- The Fabulous Thunderbirds – Tuff Enuff
- The Rolling Stones – Harlem Shuffle
- ZZ Top – Afterburner

### New Age

#### Migliore registrazione new age
- Down to the Moon - Andreas Vollenweider
- Rendez-Vous - Jean-Michel Jarre
- Canyon - Paul Winter
- A Winter Solstice - Vari artisti (Windham Hill Records)
- Windham Hill Records Sampler '86 - Vari artisti

### Videoclip

#### Miglior videoclip
- Brothers in Arms - Dire Straits[3]
- Making of Runaway - Louis Cardenas
- Rupert and the Frog Song - Paul McCartney
- So Excited - Richard Perry
- Brother Where You Bound - Supertramp

### R&B

#### Miglior canzone R&B
- Sweet Love, scritta da Anita Baker, Louis A. Johnson e Gary Bias, eseguita da Anita Baker
- Living in America, scritta da Dan Hartman e Charlie Midnight, eseguita da James Brown
- What Have You Done For Me Lately, scritta da Jimmy Jam & Terry Lewis e Janet Jackson, eseguita da Janet Jackson
- Give Me the Reason, scritta da Luther Vandross e Nat Adderley Jr., eseguita da Luther Vandross
- Kiss, scritta ed eseguita da Prince & the Revolution

### Produzione

#### Produttore dell'anno, non classico
- Jimmy Jam & Terry Lewis
- David Foster
- Michael Omartian
- Paul Simon
- Steve Winwood e Russ Titelman